# تحصیل کلورکوت
تحصیل کلورکوت (به انگلیسی: Kaloorkot Tehsil) یک تحصیل در پاکستان است که در پنجاب واقع شده‌است.